# Orsonwelles
Orsonwelles es un género de arañas araneomorfas de la familia Linyphiidae. Se encuentran en Hawái.

## Lista de especies
Se reconocen las siguientes:
- Orsonwelles ambersonorum Hormiga, 2002
- Orsonwelles arcanus Hormiga, 2002
- Orsonwelles bellum Hormiga, 2002
- Orsonwelles calx Hormiga, 2002
- Orsonwelles falstaffius Hormiga, 2002
- Orsonwelles graphicus (Simon, 1900)
- Orsonwelles iudicium Hormiga, 2002
- Orsonwelles macbeth Hormiga, 2002
- Orsonwelles malus Hormiga, 2002
- Orsonwelles othello Hormiga, 2002
- Orsonwelles polites Hormiga, 2002
- Orsonwelles torosus (Simon, 1900)
- Orsonwelles ventus Hormiga, 2002